# テアトロ・コロン

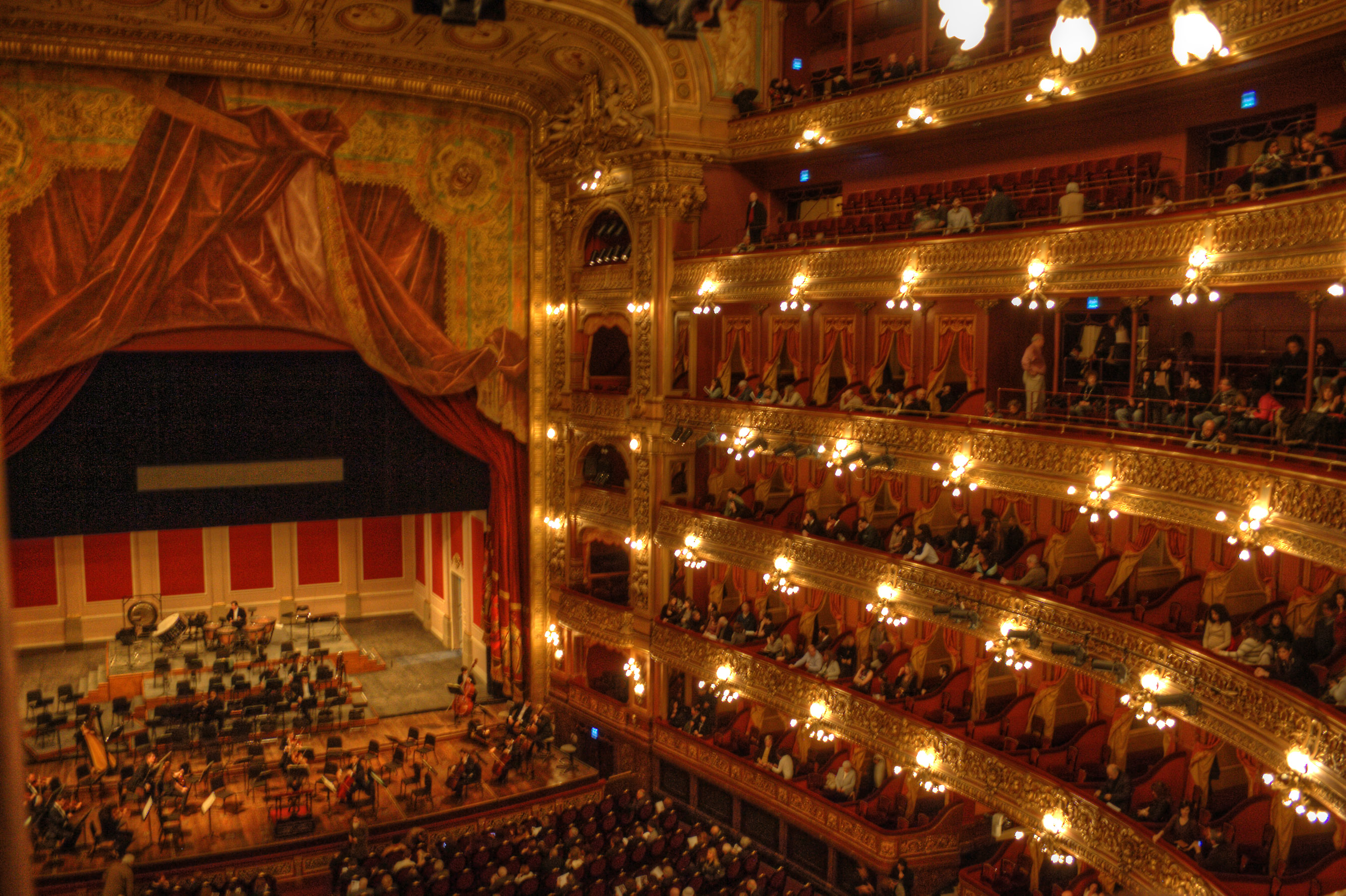
テアトロ・コロン

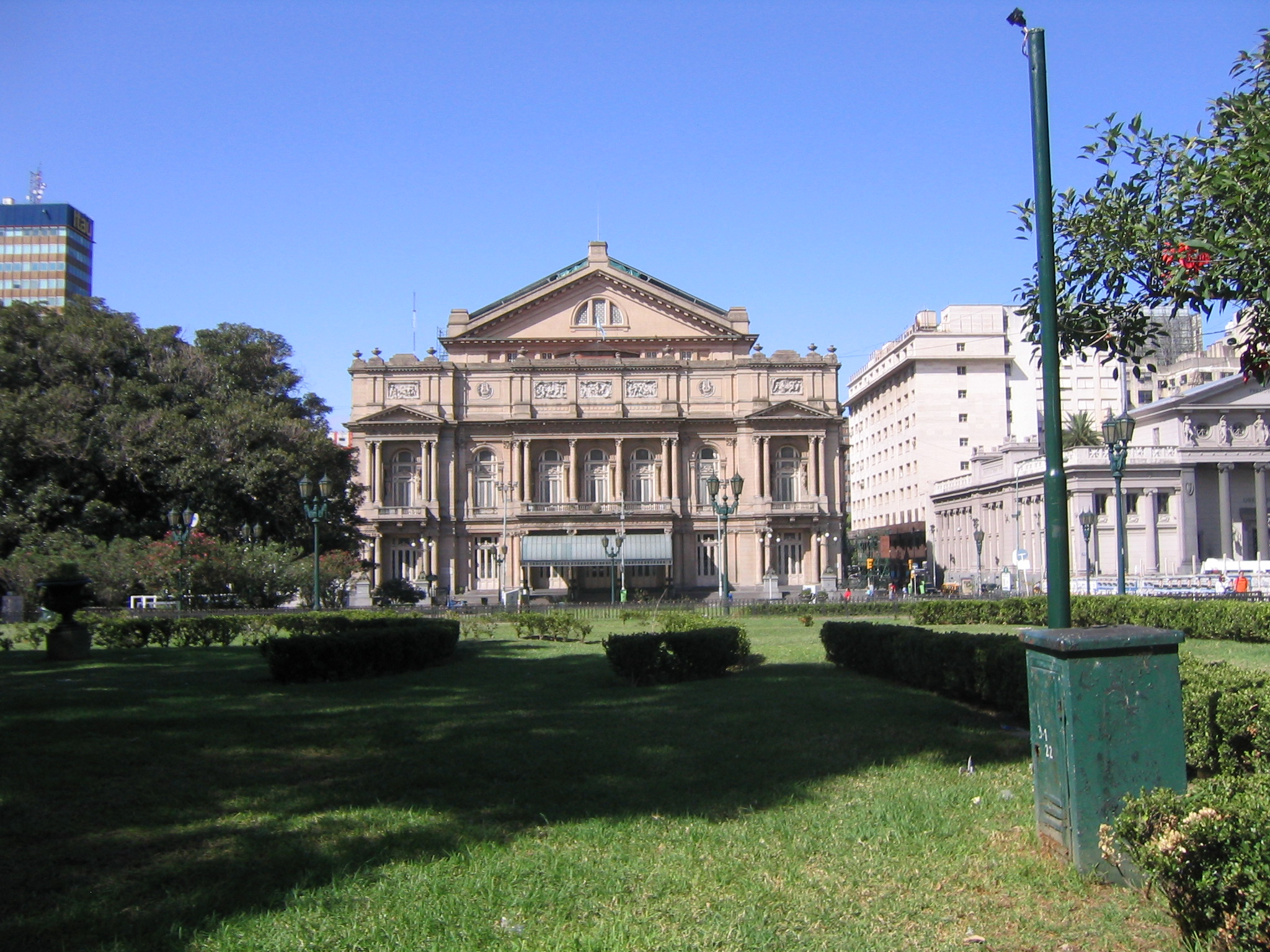
テアトロ・コロン西側

テアトロ・コロン（スペイン語：Teatro Colón, 英語名：Columbus Theatre）は、ブエノス・アイレスに位置するオペラ劇場。
第2次世界大戦中、多くのヨーロッパ系指揮者が客演し、客演した主な指揮者では、ナチス・ドイツに追われた巨匠エーリヒ・クライバー(10年間首席指揮者を務めた)、フルトヴェングラー、フリッツ・ブッシュ等が知られる。

## 概要

### 初代テアトロ・コロン

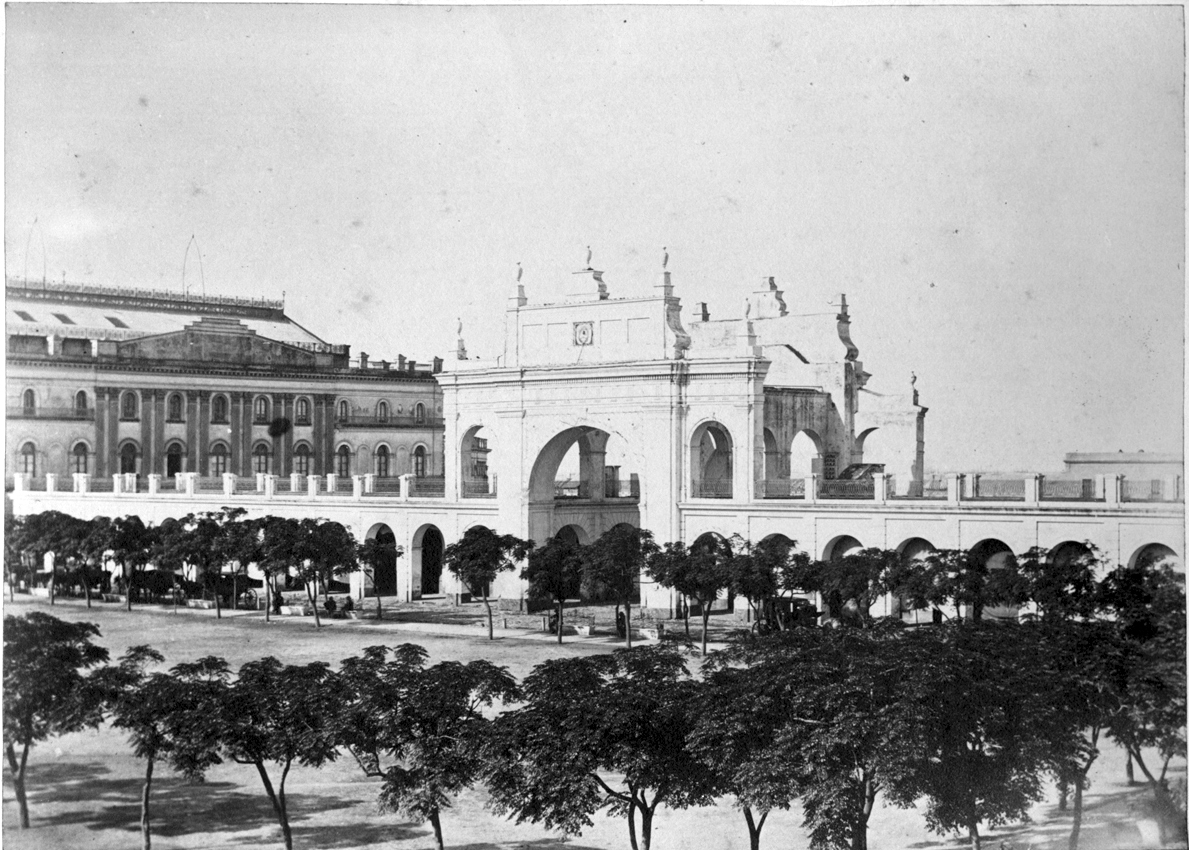
初代テアトロ・コロン（左側）、プラサ・デ・マヨの柱列（1864年。共に現存せず）

- 設計：Carlos Enrique Pelligrini（11代アルゼンチン大統領カルロス・ペレグリーニの父）。
- 1857年4月27日、プラサ・デ・マヨ（五月広場）にて開場。演目：『ラ・トラヴィアータ』ジュゼッペ・ヴェルディ
- 1880年代、バンコ・デ・ラ・ナシオン・アルヘンティナ（Banco de la Nación Argentina）に売却

### 現在のテアトロ・コロン

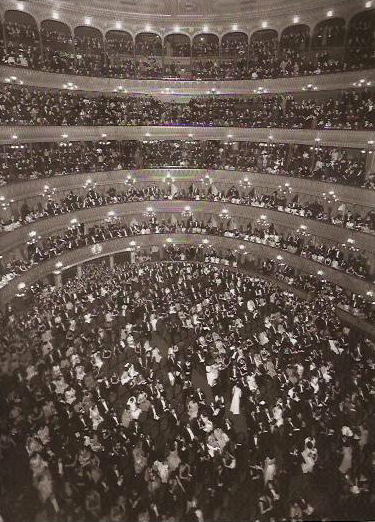
客席（1935年）

- 1889年に建設が開始された。設計は、Francesco Tamburini、Vittorio Meanoの2人の建築家による。
- 建築家のJulio Dormalによる監理で工事が進められ、1908年に完成。
- 1908年5月25日、開場。演目：『アイーダ』ジュゼッペ・ヴェルディ
- 2006年10月 - 2010年、改修工事[1]

- 収容人数：2,487席 + 立ち見 1,000名
- ステージ：幅20m、高さ15m、奥行き20m[2]

## Instituto Superior de Arte del Teatro Colón
1960年、テアトロ・コロン劇場内に芸術大学（芸術高等研究所）が設立された。国際的に著名な卒業生にはバレエダンサーのパロマ・ヘレーラやリリアーナ・ベルフィオーレ、ダンサーのフリオ・ボッカとマキシミリアーノ・ゲッラ、オペラ監督のコンスタンティーノ・ユーリとニコラス・イサシ、また声楽家のベルナルダ・フィンクやマリア・クリスティーナ・キーアなどがいる。